# 伊雷娜·约里奥-居里
伊雷娜·约里奥-居里（Irène Joliot-Curie、法語：[iʁɛn ʒoljokyʁi] ⓘ，1897年9月12日—1956年3月17日）是一名法国原子物理学家。父亲是皮埃尔·居里，母亲是玛丽·居里。妹妹是艾芙·居里。
伊雷娜出生于巴黎，在巴黎大学以一项针对钋元素的α粒子相关的研究而获得了学位。1926年，她与母亲玛丽的助手弗雷德里克·约里奥结婚。1934年合成了磷-30，1935年因《人造放射性同位素研究》与丈夫弗雷德里克一起获得了诺贝尔化学奖。

## 生平

### 幼年时期

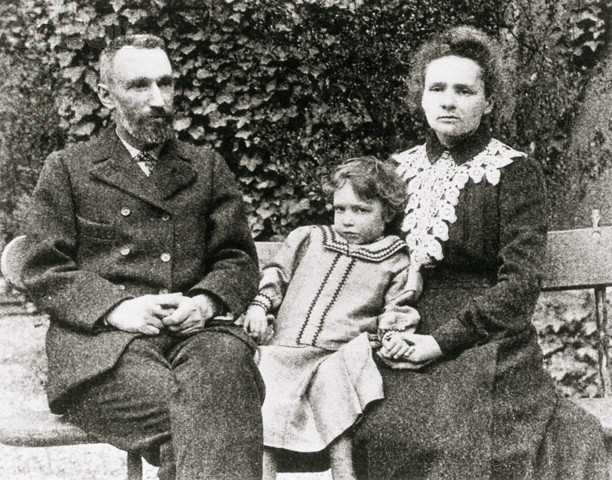
（左起）皮埃尔、伊雷娜和玛丽

1897年，伊雷娜生于巴黎，是皮埃尔·居里与玛丽·居里的长女。当时，她的父母正在致力于放射性同位素的研究。二人在第二年发现了镭。每当晚上居里夫妇便会陪在伊雷娜身旁，母亲玛丽更会在日记里记录她的成长有限，因此伊雷娜与共同生活的祖父尤金·居里医生一起度过了不少童年时光。
小时候的伊雷娜会父亲皮埃尔叫做“Pé”，母亲玛丽为“Mé”，而且对母亲有着特别强的独占欲。当时，拜访过居里家的熟人曾经说过：当与玛丽和皮埃尔聊天时，伊雷娜经常在一旁强调希望别人能够理解她。此外，伊雷娜警惕性很强，性格上与他人不太熟络。
1903年，由于父母获得诺贝尔物理奖，成为了当时的风云人物，所以接连很多天在家里都有采访团蜂拥而至对居里夫妇进行访谈，甚至当时只有6岁的伊雷娜也成为了采访对象。1904年，妹妹艾芙出生。
1906年4月19日，伊雷娜八岁时，父亲皮埃尔被马车撞死。母亲玛丽当时告诉伊雷娜，父亲因为头部受伤而不能见面了。皮埃尔的死让玛丽非常震惊，接下来的一段时间都无法从最初的震惊中恢复过来。那年秋天，玛丽已不能继续住在留有皮埃尔回忆的房子里，所以她和两个女儿以及她们的祖父一起搬到了梭镇。伊雷娜在自己成年后曾说过：我记不清我自己小时候的事情，也几乎不记得和父母一起的生活。

### 接受教育
1906年11月，玛丽接替皮埃尔，成为了巴黎大学的讲师。伊雷娜也在那里第一次旁听了她母亲的讲座。
伊雷娜曾在巴黎天文台附近的一所私立学校上学。但是玛丽对法国的中等教育很不满，没有让伊雷娜进入当地的中学，因此伊雷娜在家里接受了爷爷尤金的教导，尤其是与维克多·雨果等相关的文学学习。尤金对之后伊雷娜所持有的政治思想等方面都有很大的影响。另外，有一段时间玛丽请来了波兰人家教，让伊雷娜和妹妹艾芙一起学习波兰语。
接着伊雷娜和大约十几个其他学生一起参加了被称作“合作学校”的课程。这是玛丽与熟人学者们一起制定的教学方案：学者们自己作为老师，教授他们各自擅长的课程。玛丽·居里负责教授物理、让·佩兰负责教授化学、保罗·朗之万则负责教授数学，学生们在各自的家与实验室之间来回走动完成课业。这所合作学校持续了两年左右。
另一方面，玛丽认为在子女教育上应该重视体育。她让女儿们参加游泳、骑自行车、骑马以及登山等活动，还让女儿们体验了当时罕见的滑雪运动。伊雷娜曾说：我应该是法国最早的女滑雪运动爱好者。
在旅行等与母亲分开的时候，母女俩之间通过信件交流。伊雷娜在1907年写给母亲的信中就已经有关于数学问题的讨论，可以看出伊雷娜对数学有相当高的兴趣。另外，她还与爷爷尤金进行了信件交流。在1909年写给尤金的信中，伊雷娜落款为“你的小小的无聊的伊雷娜”时，尤金回答说，“你不是一个无聊的小伊雷娜，而是我的伟大伊雷娜”。1910年2月份，與病魔纏鬥良久後，尤金去世，享年82岁。
结束工会学校学业的伊雷娜，在大学入学资格考试前两年才进入塞维尼学院。选择该学校的理由是因为母亲玛丽的意愿：讲课少而自由多，并且能接受到近代教育。伊雷娜在学校期间，在数学和物理方面都取得了特别出色的成绩，因此被允许对同辈同学授课。
从1910年到1911年，玛丽在法国科学院的会员选举中遭到了来自反对派的诽谤。接着还出现了有关玛丽和保罗·朗之万之间有男女关系的传闻。当时在《周刊》等报章上接连出现了批评玛丽的文章，这样的言论不仅伤透了玛丽，还同时折磨了伊雷娜的心。另一方面，同样在1911年里，玛丽获得了她的第二个诺贝尔奖。在瑞典举行的获奖演讲中，伊雷娜也陪同出席。在那里，伊雷娜看到了受到其他科学家的敬意和称赞的玛丽的样子，了解到了母亲的权威、知名度和科学的价值。

### 第一次世界大战

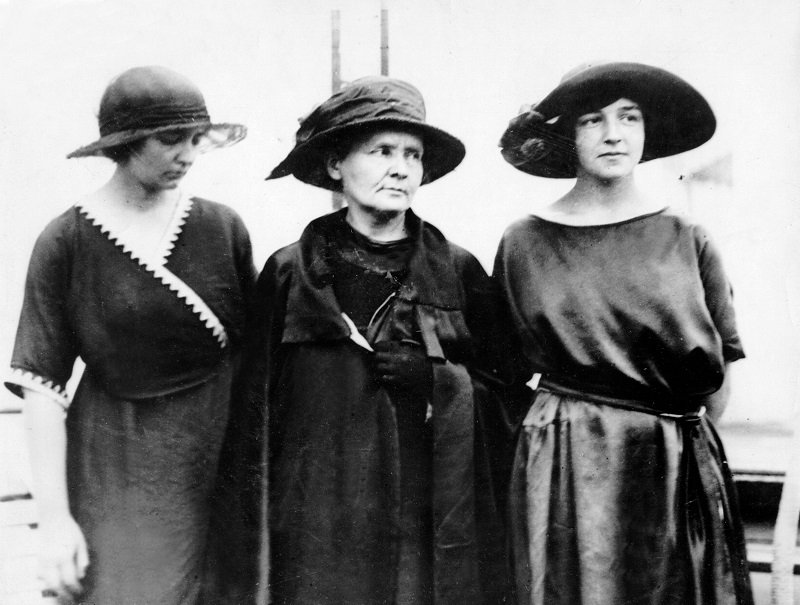
伊雷娜和她母亲玛丽、妹妹艾芙·居里

1914年夏天，随着欧洲形势的恶化，玛丽把伊雷娜和艾芙送到了布列塔尼半岛北部的阿古埃。之后不久，第一次世界大战就开战了。伊雷娜与留在巴黎的母亲通过信件交流，但几周后，玛丽发现巴黎似乎没有被入侵的迹象，就准许她的女儿们返回巴黎。
大战期间，玛丽为了治疗伤员，准备了放射治疗车在各地巡回。伊雷娜回到巴黎后，也学习了放射线治疗方法。从1914年11月开始，伊雷娜作为玛丽的助手进行治疗协助，这时候她才17岁。由于人力资源不足，伊雷娜不久就被委托一个人独自做X射线的检查工作了。此外，伊雷娜还与玛丽一起进行了培训X射线成像术技师的任务。在这些工作的间隙，伊雷娜充分利用时间为取得学士学位做准备。

### 进入研究所

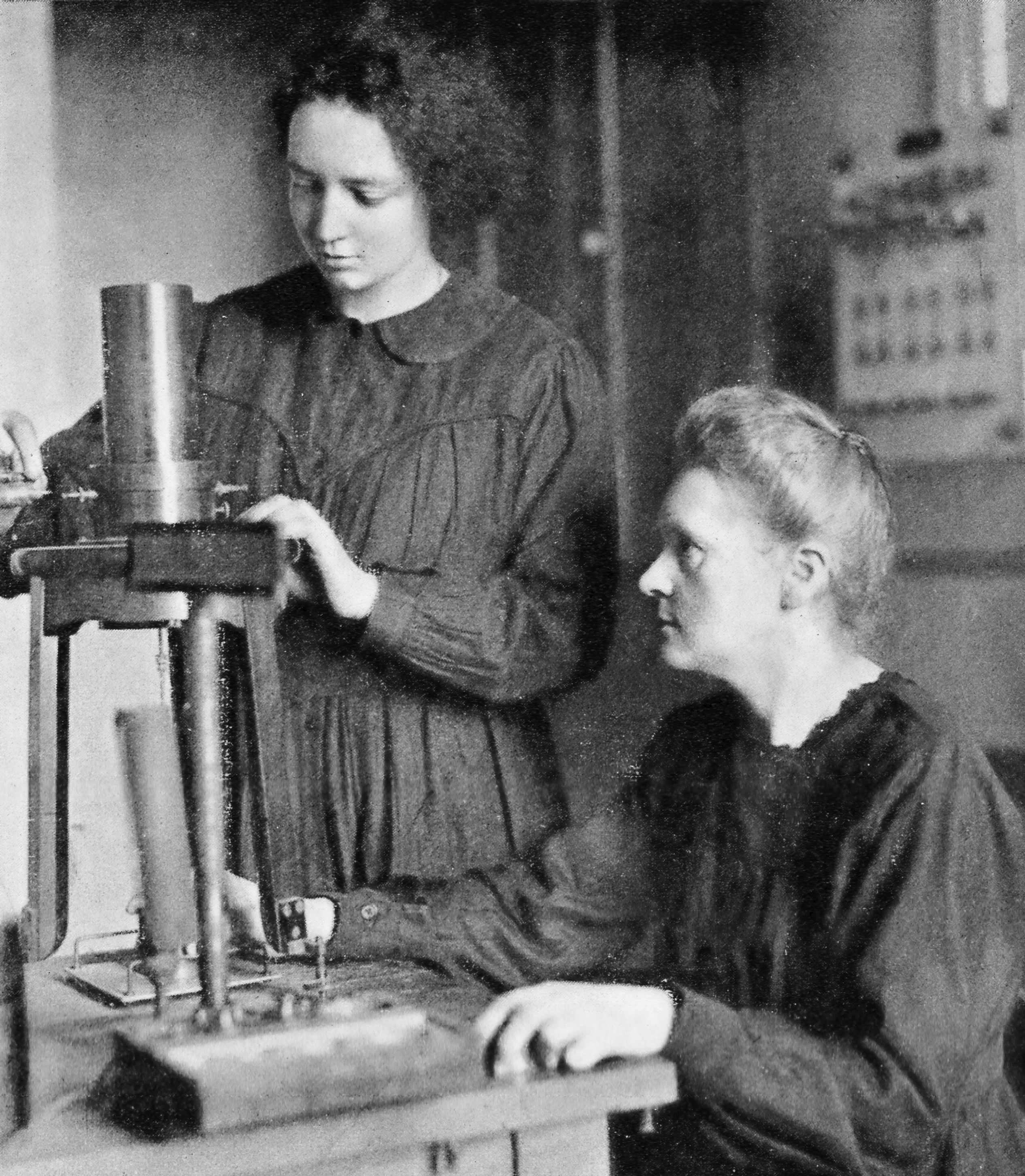
伊雷娜和玛丽，1925年。

1918年，第一次世界大战结束后，伊雷娜作为玛丽的助手进入了玛丽的镭研究所。伊雷娜在那里开始着手进行寻找矿物中氯气原子量的实验。伊雷娜在研究所里对数学和物理知识有着显著的认识，而且她安静的个性和总是可以在玛丽的身边得到优待，因此被同事们戏称为“公主”。
当时，实验室只有一克放射性物质——镭，玛丽对它的不足感到头疼。后来由于美国人民的募捐，玛丽获得了免费提供的一克镭。1921年玛丽带着伊雷娜和艾芙赴美访问。在美国，玛丽受到了极大的欢迎，但是连日来的欢迎活动让玛丽疲惫不堪，身体状况出现恶化。因此伊雷娜和艾芙经常代理出席，并向他们问好。伊雷娜在这次美国之行中看到了纽约的景象、科罗拉多大峡谷等，深受感动。
回国后，伊雷娜与玛丽一起继续研究，为取得学位做好准备。她于1925年3月参加考试并获得学位。此时伊雷娜发表的学位考核内容是一项关于钋的α粒子的研究，发表时在巴黎大学讲堂的会场吸引了1000多名听众。著名的玛丽·居里的女儿伊雷娜获得学位成为了当时的一个大热门话题，除了法国媒体之外，美国《纽约时报》等报章也进行过报道。当记者问道：在科学的道路上前进，作为女性的身份是否会成为负担？伊雷娜回答：我认为对于科学的适应性，男女之间是没有差别的。

### 婚姻与共同研究

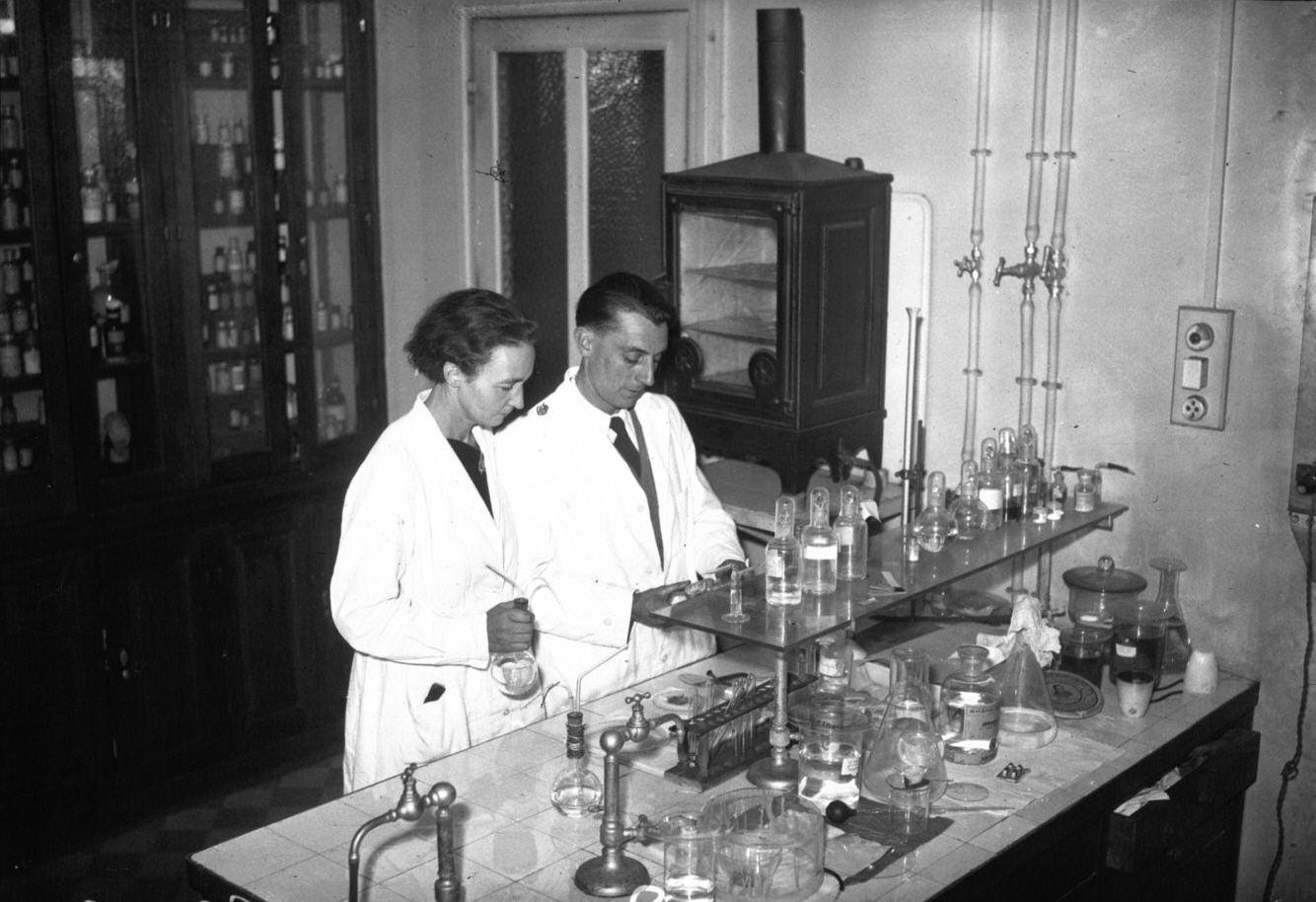
1935年，伊雷娜和弗雷德里克·约里奥-居里在他们的实验室。

1925年，玛丽的实验室雇佣了弗雷德里克·约里奥作为助手。当时的弗雷德里克才25岁，由保罗·朗之万亲自推荐。伊雷娜和弗雷德里克不久就变得亲密起来，并于1926年10月结婚。两人没有举行婚礼仪式，仅仅是与双方的家人以及证婚人一起吃了午饭，当天下午就又回到了工作岗位上。
婚后不久，伊雷娜就怀孕了。在她去看医生的时候，医生告知她有肺结核的症状。这和当年母亲玛丽生下伊雷娜时被诊断出的病一样。
伊雷娜在1927年9月17日生下了大女儿的埃赖内。伊雷娜后来对这一事件说：“我也能有这样美妙的经历。如果没有把孩子送到这个世界上，我会感到后悔的。”。医生告诉伊雷娜，因为肺部状况不好，所以她需要静养，且不建议再生孩子。但伊雷娜在养育埃赖内的同时，又重新回到了工作岗位上。在1932年伊雷娜生下了长子皮埃尔。
结婚后，伊雷娜和弗雷德里克使用了约里奥-居里的姓氏来共同发表研究成果。两人的研究引起了法国国内外的关注，1933年他们出席了索尔维会议并发表讲话。
1934年1月，两人在一次将α粒子撞击铝薄片的实验中，发现即使在移除了α粒子的产生源之后，盖革计数器仍会读出反应。这代表着他们首次人工制造出了放射能。确认了结果后，两个人立刻打电话给母亲玛丽。几个小时后，玛丽和作为见证人的朗之万一起来到实验室观察这一实验现象，并且非常高兴。
1935年，这项研究使伊雷娜与弗雷德里克一起获得了诺贝尔化学奖。但是玛丽没能看到女兒獲得這份榮耀，她在前一年的7月去世了。此外，为了治疗肺结核，从1934年开始伊雷娜每年都要在山上静养一段时间。

### 关系
玛丽生前为了想要给建造自己和约里奥-居里两户人家建造一座房子，而在安东尼获取了一块土地。伊雷娜和弗雷德里克在获得诺贝尔奖后，在那块土地上盖了一座房子，把玛丽原本打算居住的地方改成了网球场。
1934年时，伊雷娜和弗雷德里克一样，参加了反法西斯主义的示威。玛丽去世后，她更加积极地从事政治活动。在1936年莱昂·布鲁姆内阁诞生后，她受布鲁姆的委托，接任了负责科学事务的国务部副部长。她也是法国历史上第一位女性内阁成员。但是，伊雷娜担心由于担任这个职位而导致没有时间参与研究，因此从一开始就以限期上任作为条件接受这个职位。实际上在她就职几个月后就辞职了。
在研究方面，获得诺贝尔奖后，伊雷娜与弗雷德里克的合作研究就结束了，并在1936年成为了母亲的继任者，担任了巴黎大学索邦大学教授。伊雷娜在那里讲课的同时，继续在镭研究所进行研究，并着手进行有关核分裂的研究。另一方面，弗雷德里克成为了法兰西公学院的教授。

### 第二次世界大战

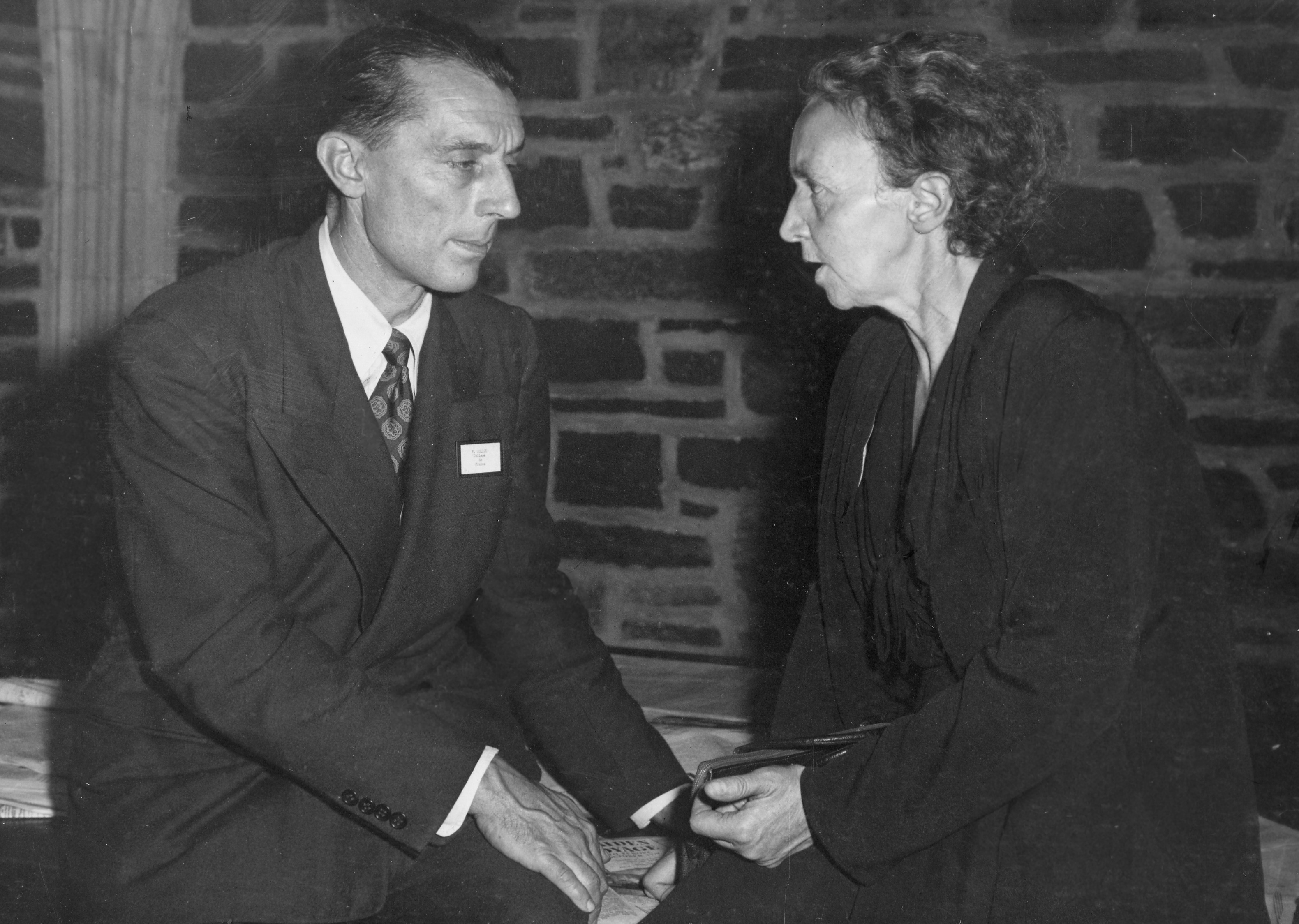
约里奥-居里夫妇, 在1940年

1939年，第二次世界大战爆发。1940年，巴黎被德军占领。伊雷娜和弗雷德里克一起留在法国，参加了抵抗运动。弗雷德里克甚至因为加入了法国共产党，而被捕过一次。战争期间，因为粮食不足等原因，伊雷娜的肺结核逐渐恶化，每年她在疗养院的生活也逐渐变得漫长起来。在政治状态不稳定的情况下，离开丈夫和孩子的疗养院生活让伊雷娜感到不安
1944年，弗雷德里克成为了抵抗组织——法兰西民族解放阵线的负责人，这件事使他和他的家庭处于危险之中。因此弗雷德里克决定让伊雷娜和两个孩子逃往瑞士。但是伊雷娜以长女埃赖内还有的业士学位二次考试尚未进行为由反对。因此，伊雷娜和两个孩子一起先到了法国与瑞士边界附近的蒙贝利亚尔，从那里，埃赖内到边境附近的村庄参加完考试，随后越过边境进入瑞士。三人过境的日子正好是诺曼底战役进行的6月6日。在瑞士，她们与事先因弗雷德里克的协助而逃亡到此的保罗·朗之万团聚。

### 战后
战后，伊雷娜带着孩子们回到法国，和弗雷德里克一起在安东尼的家里重新开始生活。伊雷娜继续进行着她的研究，并对从太空中倾泻而下的高能粒子问题表示深切的关注。伊雷娜在1945年12月成为法国原子能委员会化学部门的负责人。在委员会中，她和担任主席的弗雷德里克一起，主张和平利用核能，并参与了法国第一个核反应堆——ZOE（Z-零能耗，O-铀氧化物，E-重水）的研制。另一方面，她还就扩大妇女权利展开工作，并在杂志上发表评论或者在集会上演讲。此外，伊雷娜在1946年接替安德烈·德比埃尔内成为镭研究所的所长。因受到链霉素的治疗，她的肺结核状况与以往相比也有所改善。
1948年，伊雷娜去纽约时，遭到入境管理局的阻拦并被关在埃利斯岛的拘留所里拘留了一个晚上。美方给出的拘留理由，是因为伊雷娜的丈夫弗雷德里克是一名共产党员。法国当局立即对美方的拘留提出异议。第二天，被释放的伊雷娜夹杂着幽默回答前来迎接的记者的提问，在主张自己不是共产党员的同时还不忘说道,“我觉得，在这里共产党还不如纳粹和法西斯”。
而作为共产党员的弗雷德里克，在法国国内的境遇也变得越来越差。1950年，弗雷德里克被解除了法国原子能委员会主席的职务。伊雷娜也在两个月后，也由于合同没有得到更新而被委员们排除在外。
1950年，苏联对弗雷德里克颁发了第一届國際列寧和平獎。所以伊雷娜和弗雷德里克一起来到莫斯科，参加在克里姆林宫举行的颁奖仪式。因为这次旅行，伊雷娜在几个月后准备去英国时被拒签了。

### 晚年
伊雷娜在20世纪50年代，曾多次竞选科学院委员。这是母亲玛丽也曾经参选但最终落选的职位。伊雷娜虽然提前有进行过资讯，但最终依然落选而没能成为委员。此外，她还向美国化学学会提出过入会申请，但也被拒绝了。
伊雷娜决定在奥赛建立一个新的实验室。此外，她还继续在巴黎大学和镭研究所讲课。虽然身体状况得到了改善，但是经过多年的放射能研究，伊雷娜经常感到疲劳，气色也逐渐变差。
1955年，伊雷娜与弗雷德里克写了一篇联合论文后，于年底前往庫爾舍瓦勒。在库尔舍瓦勒，她与丈夫弗雷德里克、女儿埃赖内以及儿子皮埃尔等人一起度过了一段时间。不久后伊雷娜又因身体不适，回到自己在安东尼的家中，随后住进了镭研究所附近的一家医院中。在这里，伊雷娜被诊断为急性白血病。
住院后，伊雷娜逐渐衰弱。与此同时，弗雷德里克的身体状况也发生了恶化。他即便能来医院探望伊雷娜，也不能停留很长的时间。
伊雷娜在医院里对老朋友说：“我不怕死。这生活让我痴迷！ ”。在1956年3月17日，伊雷娜因白血病而去世，享年58岁。她死后被以国葬待遇举行了葬礼。在伊雷娜去世两年后，弗雷德里克也因肝病而去世。

## 科学研究

### 涉及到中子发现的实验
伊雷娜和丈夫弗雷德里克提取了玛丽·居里发现的元素——钋，并用钋的样本进行了各种实验。
1930年，德国物理学家瓦尔特·博特和赫伯特·贝克尔宣布，当钋释放的α粒子与铍发生碰撞时，铍会产生贯通度非常高的辐射。读过这篇文章的伊雷娜和弗雷德里克立刻通过实验确认了这一事实，并宣布这种辐射会将质子从含氢物质中驱赶出去。
但是英国物理学家詹姆斯·查德威克和美国物理学家卡尔·戴维·安德森对约里奥-居里夫妇的结论产生了疑问，他们分别进行了更进一步的实验和论证，声称被驱逐出去的不是质子，而是中子。查德威克的这个主张被其他物理学家确认，查德威克后来因为中子的发现而获得了1935年诺贝尔物理学奖。结果伊雷娜和弗雷德里克与巨大的发现只差一步之遥。

### 人工放射性的发现
伊雷娜和弗雷德里克在1933年发现，如果把钋放在铝箔纸旁边，就会从铝里蹦出正电子和中子。两人在1933年的索尔维会议上发表了这个实验，结果从德国物理学家莉泽·迈特纳那里得知，她也做了同样的实验，却没有发现中子产生。虽然来自当时已十分著名的迈特纳的反驳令夫妇二人十分沮丧，但在一同参加会议的尼尔斯·玻尔等人的鼓励下，他们还是决定继续进行实验。
1934年，2人通过实验，果然确定了中子正在发生。更何况，当把钋远离铝的时候，中子的产生就会停止，但是发现正电子仍然会继续发生。由于不可能从铝稳定的原子中产生质子，这意味着铝元素已经变成了放射性原子。两人继续进行研究，通过这种反应确定了一部分铝元素已经变成了放射性磷。
也就是说，此时的反应如下。
{\displaystyle {}_{2}^{4}\mathrm {He} +{}_{13}^{27}\mathrm {Al} \to {}_{~15}^{~30}\mathrm {P} +{}_{0}^{1}\mathrm {n} }
此外，此时产生的磷在大约三个半衰期内释放出正电子，转化为硅。
{\displaystyle {}_{15}^{30}\mathrm {P} \to {}_{~14}^{~30}\mathrm {Si} +{}_{1}^{0}\mathrm {e} }

### 针对核裂变的研究
20世纪30年代末，科学家们之间已经开始研究利用中子来创造出新的元素。契机来自意大利的恩里科·费米进行了一项实验，之后莉泽·迈特纳也与她的同事奥托·哈恩、弗里茨·施特拉斯曼合作开始了这项研究。伊雷娜也致力于这项研究，1937年在铀的3.5个半衰期中发现了新的放射性物质。伊雷娜与合作者帕维尔·萨维奇宣称，这种物质是钍的同位素。
迈特纳对这个结果产生了疑问，她进行了进一步实验，确认这种放射性物质并不存在。迈特纳把这个结果记录在信里，寄给了伊雷娜。另外，哈恩也没有直接评价伊雷娜的实验，而是当在学会上见到弗雷德里克时告诉他：“虽然我不能批评你的妻子，但是请你转告她——她错了。”
针对各方的反对意见，伊雷娜暂时收回了之前的意见，但是1938年又一次发表了对于这种物质具有接近的性质。这时候，迈特纳为了逃离纳粹而流亡。留在德国的哈恩对伊雷娜的论文没有表现出兴趣。但是施特拉斯曼读了论文，意识到伊雷娜有了新发现。随后，迈特纳、哈恩和施特拉斯曼三人决定对此事进行深入研究，从而提出了关于铀的核分裂的理论。又一次在一步之遥错过了荣誉的伊雷娜，在读了哈恩和施特拉斯曼的论文后很后悔没有和弗雷德里克共同继续深入当时的研究，她说：“我们真是傻瓜！”。

## 人物个性
伊雷娜从小就不善于交际，在这一点上与妹妹艾芙形成鲜明对比。伊雷娜不太注重自身服饰和妆容，甚至在诺贝尔颁奖典礼上，在周围的女性得体夺目的打扮中，也没有佩戴任何珠宝和装饰品。另外，伊雷娜平日对他人很少有微笑，在用粗鲁的态度和语气与人交谈的同时，从裙子里拿出手帕擤鼻涕等行为，让来到研究所的人都大吃一惊。但是在家人和朋友相伴时，她就会露出放松的表情。莉泽·迈特纳表示：“伊雷娜表面上看起来很冷漠，所以能够理解她心中的温暖的人非常少”。在弗雷德里克手下进行研究的日本物理学家汤浅年子也描述伊雷娜道“她表面看起来有些冷淡，但是对我们有着非常细腻而丰富的感情”。镭研究所的研究员形容伊雷娜“在有话要说的时候，即使对方不答应见面，她也会随时随地与对方见面对话”。她的妹妹艾芙形容她是“冷静、总是心情好的人”。
伊雷娜讨厌形式上的礼节，甚至不愿意和不亲近的人打招呼。艾芙说，我姐姐没有说过一次谎。在发出拒绝邀请函的回信时，秘书会写道：“很遗憾，我不能接受。”而伊雷娜却会说：“我一点也不觉得遗憾。”。
和她的丈夫弗雷德里克一样，在政治上表现出对左翼思想的理解，弗雷德里克是一名法国共产党员，而伊雷娜则是妇女联盟成员。她自己曾经说过，自己的政治思想受祖父尤金的影响很大。另外，伊雷娜一生都没有去教堂，这也是因为尤金的影响。
伊雷娜还说自己比起母亲玛丽更像父亲皮埃尔，所以才能和母亲保持良好的关系。弗雷德里克从别人那里听到或者在文章中读到有关皮埃尔的故事后表示，伊雷娜在纯洁、良知和镇定等方面都是“她的父亲在世时的写照”。
因为母亲玛丽的教育方针，伊雷娜从小就与体育有着密切的关系。伊雷娜尤其喜欢徒步旅行和游泳，还教住在附近的孩子们游泳。

## 脚注

## 扩展阅读
- Opfell, Olga S. . Metuchen, N.J. & London: Scarecrow Press. 1978: 165–182. ISBN 0810811618.
- Conference (Dec. 1935) for the Nobel prize of F. & I. Joliot-Curie, online and analysed on BibNum [click 'à télécharger' for English version].